# NCIS: Los Angeles
NCIS: Los Angeles è una serie televisiva statunitense prodotta dal 2009 al 2023, nata come spin-off della serie NCIS - Unità anticrimine. La serie è stata creata da Shane Brennan, ed è stata interpretata da Chris O'Donnell, LL Cool J, Daniela Ruah ed Eric Christian Olsen. Fa parte del media franchise NCIS.
NCIS: Los Angeles ha esordito in prima visione negli Stati Uniti il 22 settembre 2009 sulla CBS, mentre in Italia è trasmessa in prima visione assoluta dal 21 marzo 2010 su Rai 2. La serie si è conclusa il 21 maggio 2023 dopo 14 stagioni.

## Trama
La squadra dell'Office of Special Projects (OSP) dell'NCIS di Los Angeles vede come uomo di punta G. Callen, un enigmatico agente che lavorava per la CIA, famoso per il suo talento nel ricoprire incarichi sotto copertura e in cerca di risposte in merito al suo passato. Nelle indagini è affiancato dall'agente speciale Samuel "Sam" Hanna, ex Navy SEAL nonché suo partner e amico fin da quando ha incominciato a lavorare con lui. In passato faceva parte della squadra anche lo psicologo Nate Getz, uscito gradualmente dal team fino a farvi ritorno solo per casi particolarmente difficili.
L'altra coppia di agenti operativi è composta dall'investigatrice forense Kensi Blye e dall'agente di collegamento con la polizia Marty Deeks, che con il passare del tempo diventerà il suo fidanzato, e in seguito marito. In passato il posto di Deeks era di Dominic Vail, giovane agente operativo ucciso in missione. Completano la squadra l'esperto informatico Eric Beal e l'analista Nell Jones, ragazza che dimostra anche delle qualità come agente sul campo, ruolo che ricoprirà in alcuni casi.
Tutti loro sono capitanati da Henrietta "Hetty" Lange, donna misteriosa e dalle mille risorse con un leggendario passato da spia, cui in seguito viene affiancato il burbero vicedirettore Owen Granger che lascerà la squadra per risolvere delle questioni personali affidando tutto l'ufficio nelle sapienti mani di Hetty. In seguito alla morte di Granger, all'ufficio di Los Angeles giunge il nuovo vicedirettore: si tratta di Shay Mosley, una donna con un passato nei servizi segreti, accompagnata dal nuovo agente speciale Hidoko, addestrata dalla stessa Mosley.

## Episodi
| Stagione                 | Episodi | Prima TV USA | Prima TV Italia |
| ------------------------ | ------- | ------------ | --------------- |
| Prima stagione           | 24      | 2009-2010    | 2010            |
| Seconda stagione         | 24      | 2010-2011    | 2011            |
| Terza stagione           | 24      | 2011-2012    | 2012            |
| Quarta stagione          | 24      | 2012-2013    | 2013-2014       |
| Quinta stagione          | 24      | 2013-2014    | 2014-2015       |
| Sesta stagione           | 24      | 2014-2015    | 2015-2016       |
| Settima stagione         | 24      | 2015-2016    | 2016-2017       |
| Ottava stagione          | 24      | 2016-2017    | 2017            |
| Nona stagione            | 24      | 2017-2018    | 2018            |
| Decima stagione          | 24      | 2018-2019    | 2019            |
| Undicesima stagione      | 22      | 2019-2020    | 2020            |
| Dodicesima stagione      | 18      | 2020-2021    | 2021            |
| Tredicesima stagione     | 22      | 2021-2022    | 2022            |
| Quattordicesima stagione | 21      | 2022-2023    | 2023            |

## Personaggi e interpreti

### Personaggi principali
- G. Callen (stagioni 1-14), interpretato da Chris O'Donnell, doppiato da Giorgio Borghetti.
L'agente speciale G. Callen è il capo della squadra e lavora in coppia con Sam fin dal suo arrivo all'NCIS. In passato è stato un agente della CIA come lo furono la madre Clara Callen e il nonno George Callen. È intelligente e furbo, sa come comandare la sua squadra. Non mostra spesso i suoi sentimenti ma è molto affezionato ai colleghi, in particolare a Hetty che rappresenta un po' il suo passato. Parla correttamente sei lingue. Durante tutte le stagioni ricorre spesso la ricerca da parte di Callen della sua vera identità. Al termine della sesta stagione scoprirà che suo padre è morto pochi anni prima ma non convinto proseguirà le sue ricerche ottenendo finalmente delle risposte da un agente russo, Garrison, che gli svelerà il significato della G. del suo nome. Alla fine scopre di chiamarsi Grisha Alexandrovich Nikolaev Callen.
- Samuel "Sam" Hanna (stagioni 1-14), interpretato da LL Cool J, doppiato da Massimo Bitossi.
Ex Navy SEAL, è sposato con due figli. Sua moglie Michelle lavora per la CIA. È il partner e anche il migliore amico di Callen. Esperto di bombe compie spesso missioni sotto copertura. All'inizio della seconda serie non apprezza l'esuberanza di Deeks ma poi diventeranno buoni amici.
- Nate "Doc" Getz (stagione 1; ricorrente 2, 13; guest 3-8, 14), interpretato da Peter Cambor, doppiato da Fabio Boccanera.
Psicologo e profiler, è un ottimo sostegno per la squadra. Presenza fissa solo nella prima stagione, verrà mandato in varie missioni anche sotto copertura uscendo gradualmente di scena.
- Kensi Blye (stagioni 1-14), interpretata da Daniela Ruah, doppiata da Domitilla D'Amico.
Esperta nel riconoscimento labiale, ottima tiratrice. È entrata nell'NCIS alla ricerca di notizie sulla morte del padre ex marine. È partner di Dominic Vail fino alla sua scomparsa; in seguito farà coppia con Deeks, con cui avrà un rapporto molto particolare. Molto seria e professionale, ha un ottimo rapporto con tutti i colleghi del team. Fa un po' da contrappeso alla solarità di Deeks, con cui si infiltra in modo spettacolare durante le missioni. In qualche puntata sembra addirittura gelosa di lui tanto che a partire dalla sesta stagione i due intraprendono una relazione. All'inizio dell'ottava stagione rimane gravemente ferita durante una missione in Medio Oriente. In seguito incomincia un lungo processo di riabilitazione.
- Dominic "Dom" Vail (stagione 1), interpretato da Adam Jamal Craig, doppiato da Carlo Scipioni.
Partner di Kensi Blye verrà rapito e ucciso nella prima stagione.
- Henrietta "Hetty" Lange (stagioni 1-12; guest 13-14), interpretata da Linda Hunt, doppiata da Paola Giannetti.
Capo della sezione di Los Angeles, Hetty è un'ex agente dei servizi di informazione. Le sue gesta sono leggendarie e avvolte nel mistero. Nonostante sia un capo severo e determinato è affettuosa e molto protettiva con i suoi agenti con i quali ha un ottimo rapporto. È conosciuta e stimata in tutto il paese e aiuta Callen a scoprire il suo passato in quanto anche lei ne fa parte.
- Eric Beal (stagioni 1-12), interpretato da Barrett Foa, doppiato da Edoardo Stoppacciaro.
Analista tecnico della squadra. Mago del computer. Chiama a raccolta i suoi colleghi con un fischio. Non indossa mai i pantaloni lunghi considerandoli particolarmente scomodi. Cerca spesso di carpire qualche informazione personale alla collega Nell con cui ha varie scene equivoche. Si esalta quando deve hackerare qualche sistema.
- Martin Atticus "Marty" Deeks (stagioni 2-14; guest 1), interpretato da Eric Christian Olsen, doppiato da Francesco Pezzulli.
Detective, è un agente di collegamento per il L.A.P.D.; è inoltre avvocato, e ha un cane di nome Monty. A undici anni ha sparato al padre. Noto per il carattere scherzoso e come acclamato donnaiolo, rimane molto colpito dalla sua partner tanto che i due diventeranno poi una coppia. È l'unico membro del team che non parla una lingua straniera.
- Penelope “Nell” Jones (stagioni 2-12; guest 14), interpretata da Renée Felice Smith, doppiata da Alessia Amendola.
Analista dell'Intelligence, affianca Eric Beal e ha un rapporto molto profondo con lui. Con il passare degli anni si dimostrerà anche un'ottima agente operativa.
- Owen Granger (stagioni 5-8; ricorrente 3-4), interpretato da Miguel Ferrer, doppiato da Ennio Coltorti.
Assistente direttore dell'NCIS, affianca Hetty nel comando della sezione di Los Angeles. Personaggio molto cupo e misterioso, è comunque leale nei confronti dell'agenzia. Durante la settima stagione si scopre che ha avuto una figlia, che è sospettata di essere una spia. Nel corso dell'ottava stagione, in seguito alla morte di Miguel Ferrer, il personaggio di Granger viene fatto uscire di scena. Il vicedirettore dopo essere stato ferito e ricoverato in ospedale scompare, lasciando una lettera per Hetty dove spiega di avere delle questioni da risolvere e affidando il futuro del team nelle mani della donna.
- Shay Mosley (stagioni 9-10), interpretata da Nia Long, doppiata da Alessandra Cassioli.
Ex agente dei servizi segreti, formatasi a Washington, entra a far parte della sezione del NCIS di Los Angeles come nuovo vicedirettore.
- Fatima Namazi (stagioni 11-14; ricorrente 10), interpretata da Medalion Rahimi, doppiata da Gaia Bolognesi.
- Devin Roundtree (stagioni 12-14; ricorrente 11), interpretato da Caleb Castille, doppiato da Daniele Raffaeli.
- Hollace Kilbride (stagione 13-14; guest 6, 11; ricorrente 10, 12), interpretato da Gerald McRaney, doppiato da Stefano Mondini (ep. 6x04), da Pietro Biondi (st. 10-12) e da Paolo Buglioni (st. 13-14).

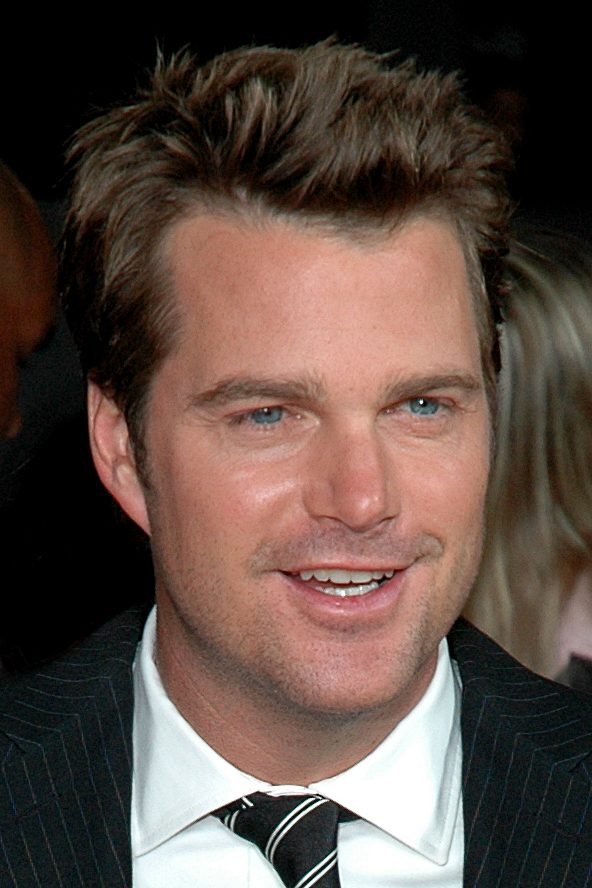
Chris O'Donnell interpreta G. Callen
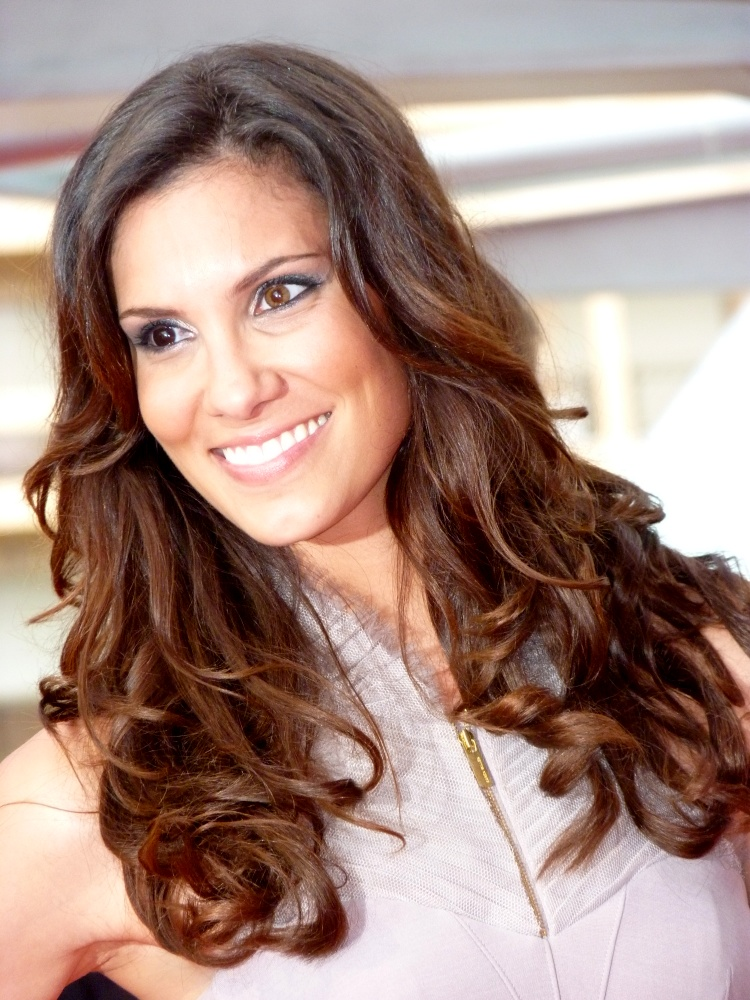
Daniela Ruah interpreta Kensi Blye
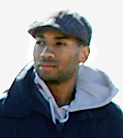
Adam Jamal Craig interpreta Dominic "Dom" Vail
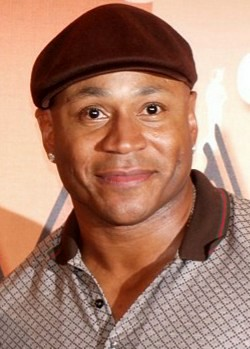
LL Cool J interpreta Samuel "Sam" Hanna
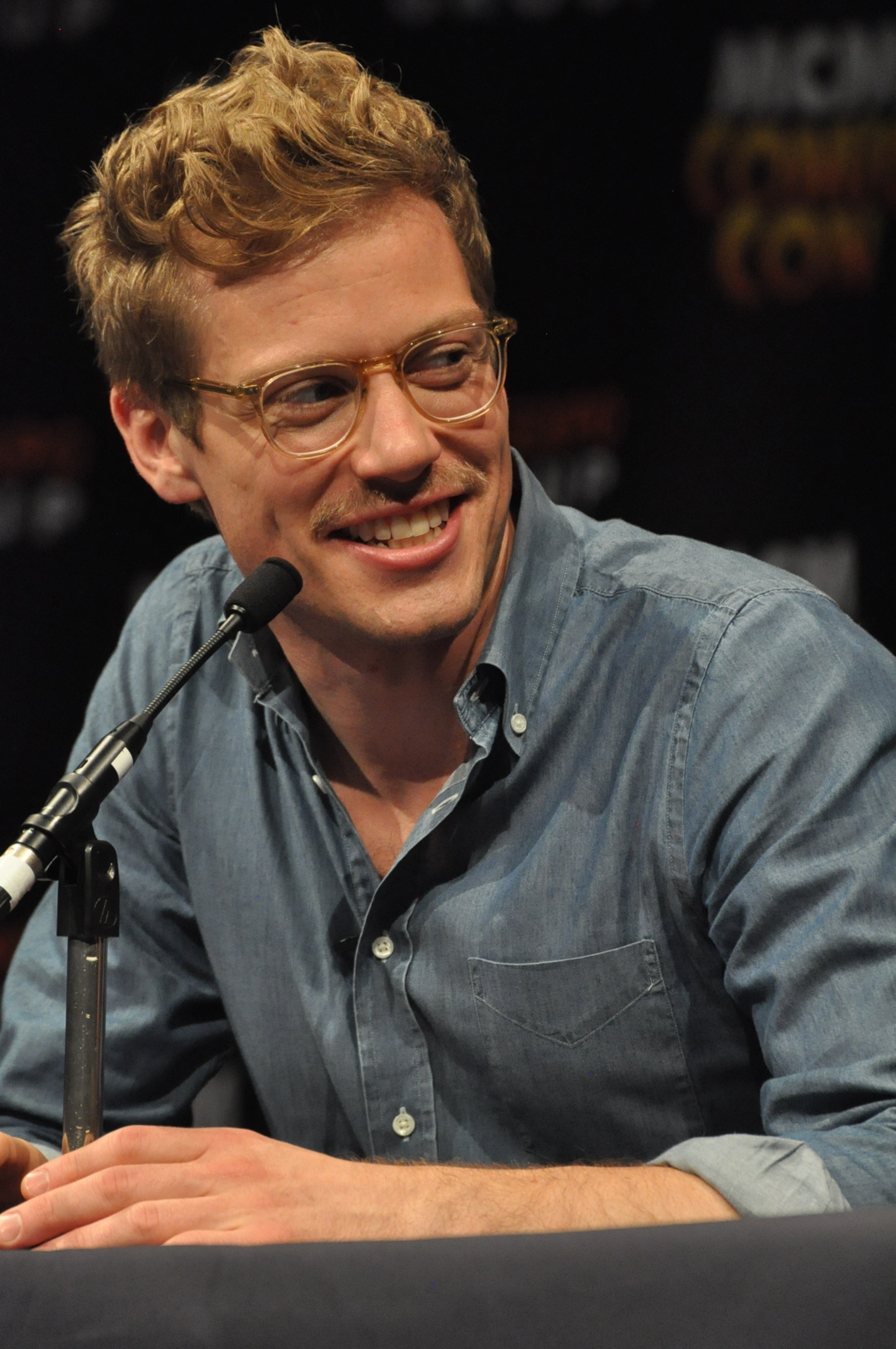
Barrett Foa interpreta Eric Beal
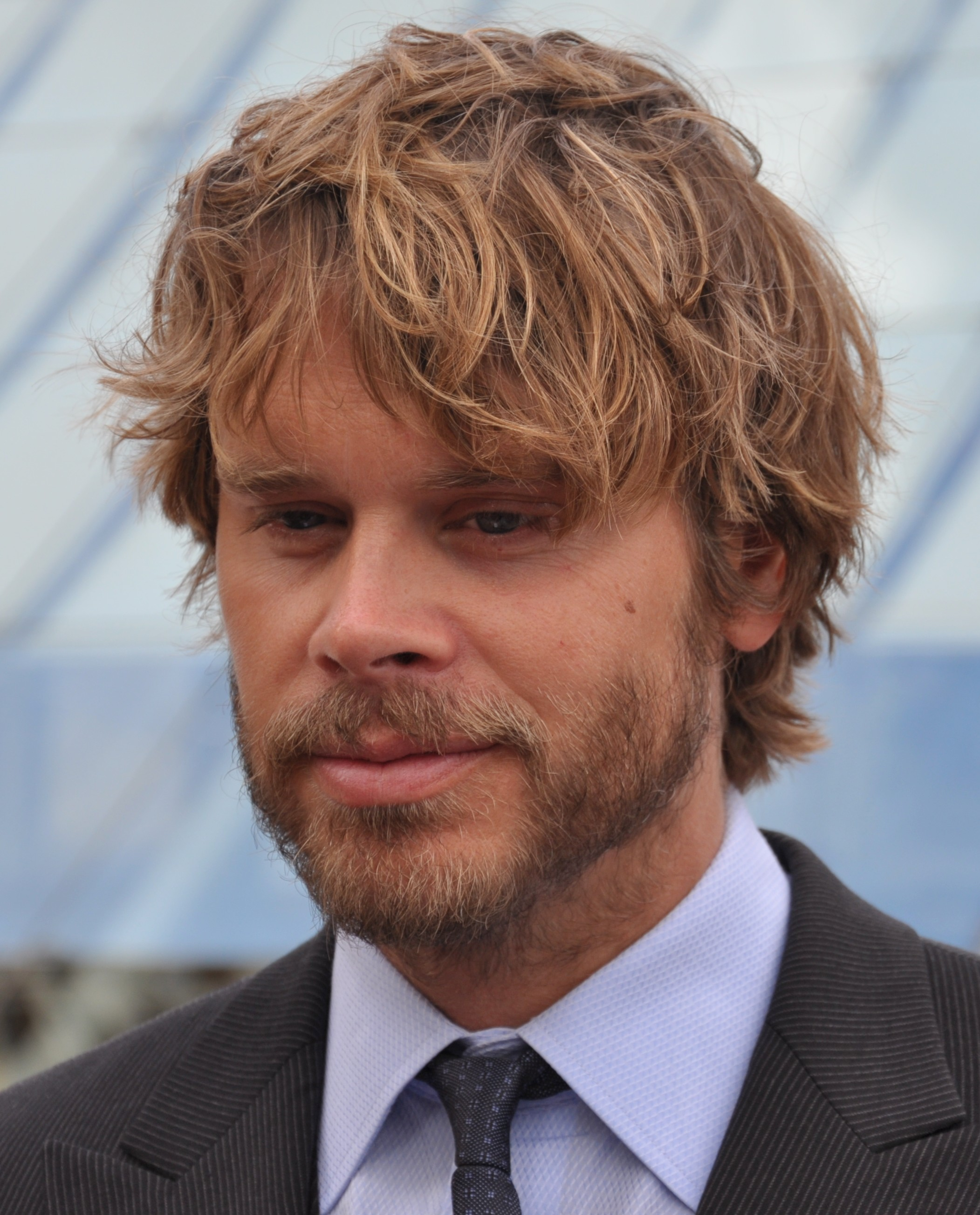
Eric Christian Olsen interpreta Martin A. "Marty" Deeks
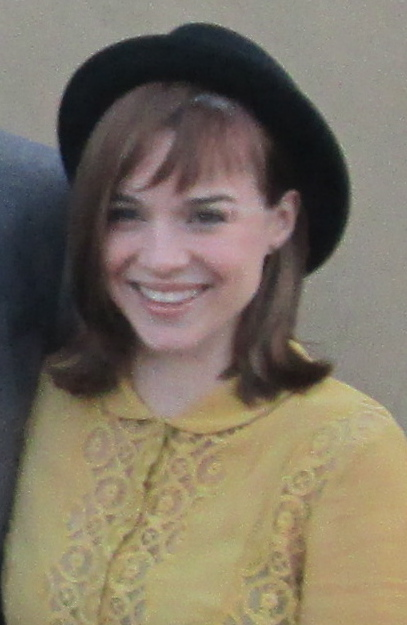
Renée Felice Smith interpreta Nell Jones
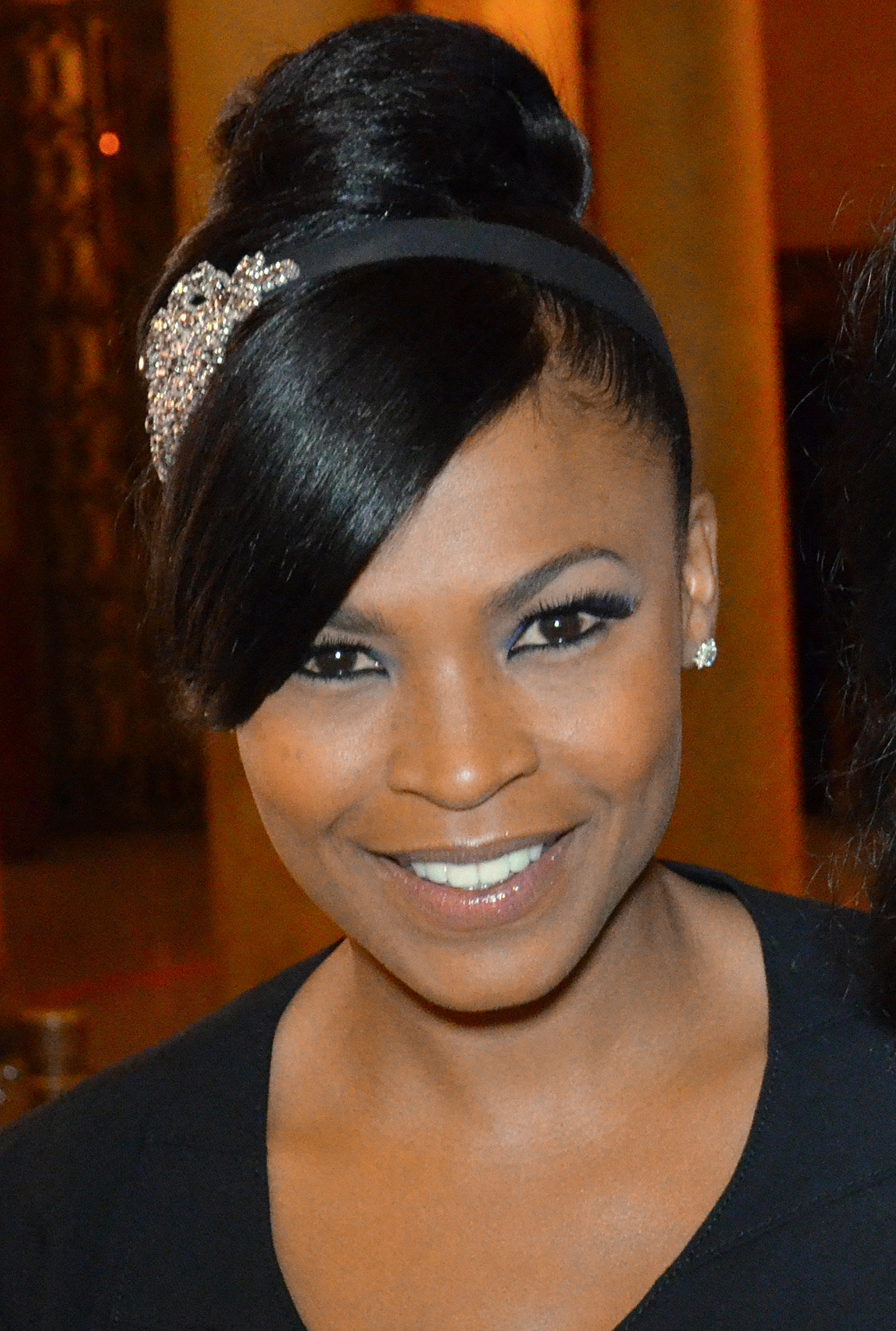
Nia Long interpreta Shay Mosley

### Personaggi secondari
- Arkady Kolcheck (stagione 1-14), interpretato da Vyto Ruginis, doppiato da Paolo Marchese.
È un agente russo in pensione. È amico di Callen e considera sé stesso una grande risorsa per l'NCIS, ma spesso finisce per creare confusione. È padre di una ragazza, Anna, che non conosce molto bene. È l’unico personaggio secondario che appare in ogni stagione.
- Lauren Hunter (stagioni 2-3), interpretata da Claire Forlani, doppiata da Chiara Colizzi.
Occupa la posizione di direttrice dell'OSP (Office of Special Projects) in vari momenti della serie. Viene trovata e accudita da Hetty quando è ancora un'adolescente. Subentra a Henrietta Lange come capo della squadra, quando questa si reca in Romania nella seconda stagione, e per questo è mal vista da essa, che, tuttavia, col passare del tempo la accetta come capo. Sì dimette al ritorno della Lange e viene assegnata a una nuova missione, ma successivamente viene rapita e uccisa dal Camaleonte. La sua morte segnerà profondamente Henrietta Lange.
- Tahir Khaled (stagioni 3, 7-8), interpretato da Anslem Richardson, doppiato da Alessandro Budroni.
È un signore della guerra del Sudan. Criminale di guerra, entra in conflitto prima con la CIA e in seguito con gli agenti Sam Hanna e G. Callen quando questi raccolgono prove circa il genocidio da lui commesso e portano in America sua sorella, Jada Khaled, per testimoniare contro di lui. Diventa il nemico giurato di Sam nella settima e nell'ottava stagione, al termine della quale rapisce e uccide sua moglie, Michelle. Alla fine dell'ottava stagione muore in uno scontro con il team NCIS culminato con un'esplosione.
- Marcel Janvier detto il Camaleonte (stagioni 3-5), interpretato da Christopher Lambert, doppiato da Luca Ward.
È un serial killer e un astuto criminale. È il nemico giurato di Callen durante la terza stagione ed è il responsabile della morte dell'ex capo dell'OSP Lauren Hunter.
- Michelle Hanna (stagioni 4-8), interpretata da Aunjanue Ellis, doppiata da Daniela Calò.
È la moglie di Sam ed è un agente segreto della CIA. Nel finale dell'ottava stagione viene rapita e uccisa da Tahir Khaled, nemico giurato del marito.
- Vostanik Sabatino (stagioni 4-5, 7-8, 11-14), interpretato da Erik Palladino, doppiato da Alberto Angrisano.
Viene arrestato dalla squadra mentre è sotto copertura. È amico di Michelle e in seguito sarà compagno di Kensi durante una missione in Afghanistan. Inizialmente la Blye sospetta di Sabatino credendolo una spia, ma questi si rivelerà una risorsa utile per lei. Nell'ottava stagione è parte della squadra CIA che cerca di smantellare il team dell'NCIS e aiuta Sam nelle ricerche della moglie.
- Anastasia "Anna" Kolcheck (stagione 6-14), interpretata da Bar Paly, doppiata da Chiara Gioncardi.
È un agente freelance dell'NCIS. È la figlia segreta di Arkady Kolcheck, incomincia come agente dell'ATF e prende momentaneamente il posto di Kensi mentre quest'ultima è in riabilitazione. Dopo il ritorno di Kensi ed essersi avvicinata sempre di più a Callen, comincia una relazione sentimentale con lui e inizia a lavorare come agente dell'NCIS. Durante una missione uccide Abram Sokolov, un trafficante di armi, e finisce in carcere. Dopo essere stata aggredita da altre detenute viene spostata nel carcere femminile di Alton da dove riesce a evadere insieme a una detenuta di nome Kate Miller. Durante gli episodi 21 e 22 della stagione 10, si capisce che Anastasia Kolcheck collabora con Joelle Taylor, agente della CIA e ex fidanzata di Callen.
- Nikita Aleksandr Reznikov/Garrison (stagione 7-10; guest 6), interpretato da Daniel J. Travanti, doppiato da Renato Cortesi.
Rimasto a lungo nell'ombra, è il padre biologico di Callen. Dopo aver incontrato il figlio per la prima volta durante una missione del NCIS in Russia, incomincerà con lui un rapporto controverso.
- Harley Hidoko (stagione 9), interpretata da Andrea Bordeaux, doppiata da Giulia Franceschetti.
Agente addestrata dal vicedirettore Mosley, entra a far parte della squadra dell'OSP. Rimane uccisa in azione al termine della stessa stagione.

## Produzione
Le riprese di NCIS: Los Angeles sono incominciate a febbraio 2009 con il doppio episodio Leggenda, un backdoor pilot andato in onda negli Stati Uniti all'interno di NCIS - Unità anticrimine il 28 aprile 2009, che ha avuto la funzione di episodio pilota (come già era avvenuto tra JAG e NCIS). Nell'episodio sono apparsi per la prima volta tutti i protagonisti dello spin-off (compresa Louise Lombard nel ruolo di Lara Macy, capo dell'unità, che però poi non sarà presente nel cast regolare della serie).
La serie era precedentemente conosciuta con il nome di produzione NCIS: Legend (dal nome dell'omonimo episodio di NCIS in cui sono stati presentati per la prima volta i personaggi dello spin-off); altri nomi sono stati considerati, ad esempio NCIS: OSP (Office of Special Projects – Ufficio dei Progetti Speciali) e NCIS: Undercover. Rocky Carroll, che interpreta il direttore Leon Vance in NCIS, è presente in almeno sei dei primi tredici episodi di questo spin-off. Anche Pauley Perrette recita nel quinto e nono episodio della prima stagione di NCIS: Los Angeles nel suo consueto ruolo di Abby Sciuto.
Il 21 gennaio 2023 è stata annunciata la conclusione della serie al termine della quattordicesima stagione.

## Promozione
(Tagline della serie televisiva)

## Riconoscimenti
- People's Choice Awards
  - Nel 2010 candidatura per la nuova miglior serie TV drammatica.
- Teen Choice Awards
  - Nel 2010 premio per la miglior serie televisiva d'azione.
  - Nel 2010 candidatura per il miglior attore in una serie televisiva d'azione a LL Cool J.
  - Nel 2010 candidatura per la miglior attrice in una serie televisiva d'azione a Daniela Ruah.
  - Nel 2011 premio per la miglior serie televisiva d'azione.
  - Nel 2011 candidatura per il miglior attore in una serie televisiva d'azione a LL Cool J.
  - Nel 2011 premio per la miglior attrice in una serie televisiva d'azione a Linda Hunt.
  - Nel 2012 candidatura per la miglior serie televisiva d'azione.
  - Nel 2012 candidatura per il miglior attore in una serie televisiva d'azione a LL Cool J.
  - Nel 2012 premio per la miglior attrice in una serie televisiva d'azione a Linda Hunt.
  - Nel 2013 premio per la miglior serie televisiva d'azione.
  - Nel 2013 premio per il miglior attore in una serie televisiva d'azione a LL Cool J.
- Primetime Emmy Awards
  - Nel 2012 candidatura alla miglior regia in una serie drammatica a Troy James Brown.

## Opere derivate

### Crossover
Il ventunesimo episodio della terza stagione, che si svolge a Los Angeles, è la prosecuzione dell'omonimo episodio della seconda stagione della serie Hawaii Five-0: quest'ultimo vede come personaggi principali anche Callen e Hanna, e si svolge alle Hawaii.

### Spin-off
Il 5 novembre 2012 venne annunciata la produzione di un possibile spin-off di NCIS: Los Angeles, Red, che vede protagonisti una squadra mobile di agenti speciali operante in tutto il territorio degli Stati Uniti. I nuovi personaggi protagonisti della potenziale nuova serie sono introdotti con un doppio episodio, un backdoor pilot, all'interno della quarta stagione della serie madre. Si tratta del 18º e 19º episodio della stagione, trasmessi il 19 e il 26 marzo 2013.
Il casting del backdoor pilot si era svolto nel mese di febbraio 2013. Il 2 febbraio Edwin Hodge fu il primo a essere scelto per far parte del cast, nel ruolo di Kai Ashe. Il 6 febbraio John Corbett fu scelto per il ruolo di Roy Quaid, mentre, quello stesso giorno, veniva annunciato che Miguel Ferrer avrebbe avuto una parte da guest star, per poi divenire un membro del cast fisso nella quinta stagione di NCIS: Los Angeles. L'8 febbraio 2013 Scott Grimes venne ingaggiato per il ruolo di Dave e Gillian Alexy per quello di Claire. Infine il 9 febbraio 2013 fu annunciato che Kim Raver avrebbe interpretato il ruolo dell'agente speciale Paris Summerskill. Le riprese si svolsero dal 13 febbraio 2013.
Il 15 maggio 2013, tuttavia, la CBS ha annunciato che all'episodio pilota non avrebbe fatto seguito la serie regolare.